# Thysanoplusia brachychalcea
Thysanoplusia brachychalcea är en fjärilsart som beskrevs av George Francis Hampson 1913. Thysanoplusia brachychalcea ingår i släktet Thysanoplusia och familjen nattflyn. Inga underarter finns listade i Catalogue of Life.